# سان فينانزو
سان فينانزو (بالإيطالية: San Venanzo)‏ هي بلدية في مقاطعة تيرني في إقليم أومبريا الإيطالي.

## السكان
في سنة 1861 بلغ عدد السكان 3٬393 نسمة، وتطور العدد ليصل في سنة 2011 لـ 2٬311 نسمة.
يظهر هذا المخطط البياني تطور النمو السكاني لـ سان فينانزو